# Parazelia pulchra
Parazelia pulchra är en tvåvingeart som beskrevs av Townsend 1919. Parazelia pulchra ingår i släktet Parazelia och familjen parasitflugor. Inga underarter finns listade i Catalogue of Life.